# 阿爾布納西冰原島峰
62°31′40″S 60°03′19.6″W / 62.52778°S 60.055444°W

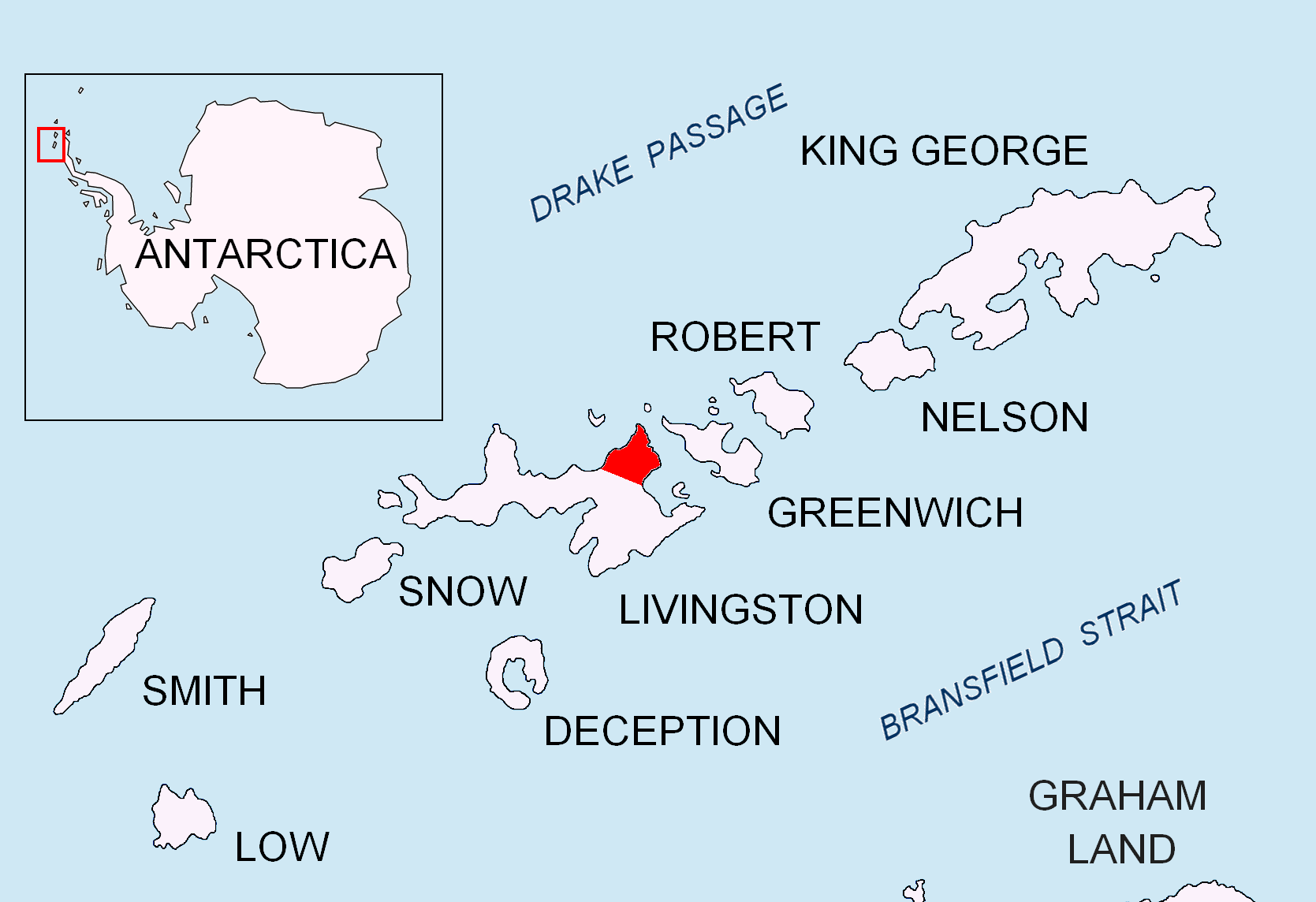

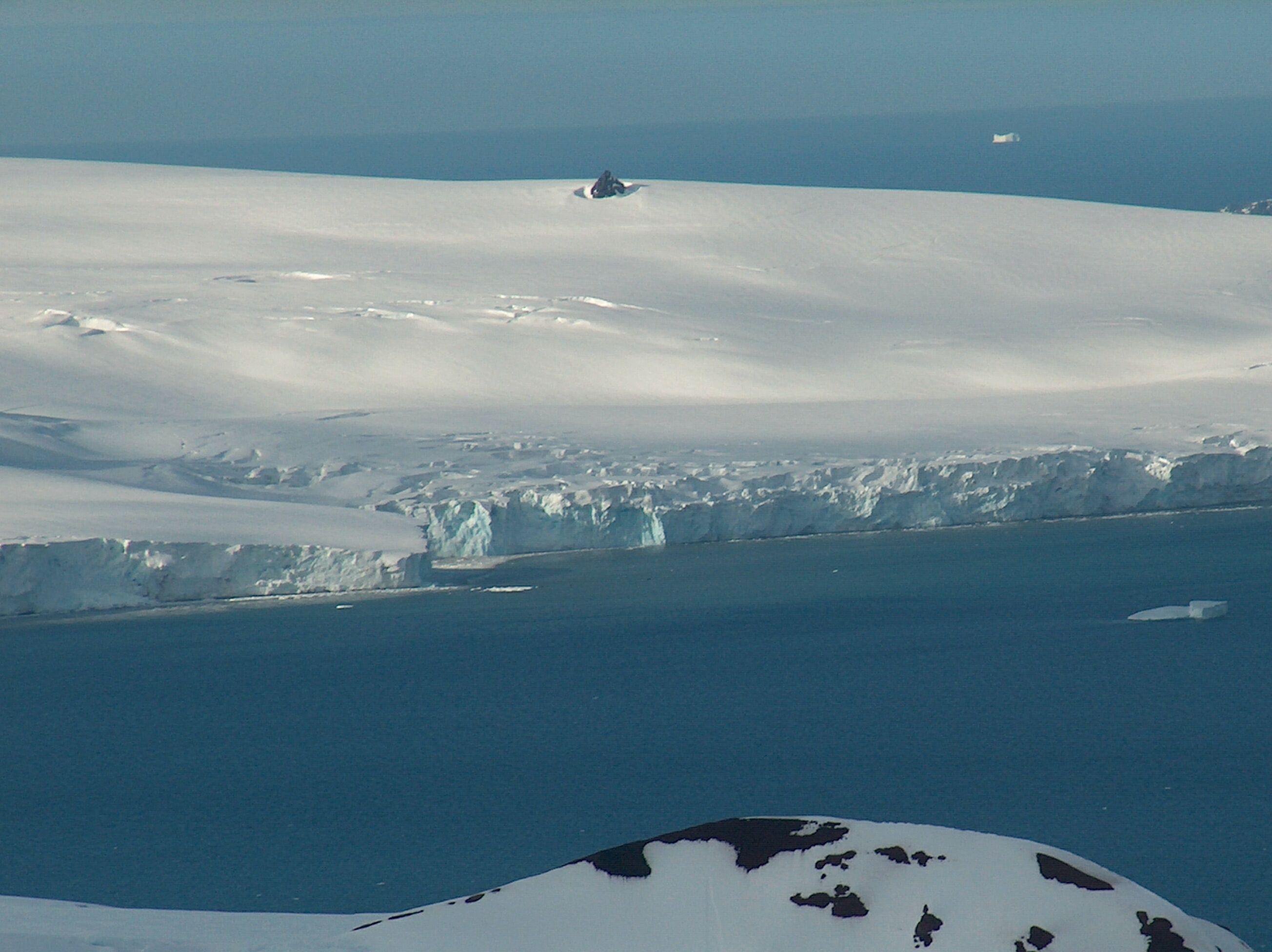

阿爾布納西冰原島峰是南極洲的冰原島峰，位於南設得蘭群島的利文斯頓島，屬於瓦爾納半島的維丁高地一部分，處於夏普峰東南面0.86公里和庫布拉特穹丘以西2公里，海拔高度320米。

## 外部連結
- SCAR Composite Gazetteer of Antarctica（页面存档备份，存于）.